# Kellertheater

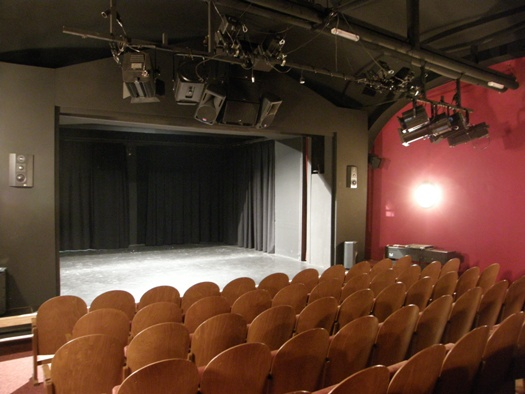
Die 'Kellerbühne Puchheim' im oberösterreichischen Attnang-Puchheim

Kellertheater (auch Kellerbühne) sind Theaterräume, die verhältnismäßig wenige Zuschauer aufnehmen können und oft Studiobühnen sind.

## Entstehung
Die ersten Kellertheater entstanden in Wien in den 1930er-Jahren, als sich junge Theaterschaffende und Schauspieler, die in der Zeit hoher Arbeitslosigkeit ohne Aussicht auf ein Engagement an einer großen Bühne und unzufrieden mit der konventionellen Spielplangestaltung alternative Arbeitsmöglichkeiten schufen.

## Entwicklung
Als Erfinder des Kellertheaters gilt der aus Horodenka in Galizien stammende Jude Elias Jubal (Benno Neumann), ein ehemaliger Max Reinhardt-Seminarist, der 1928 die erste Kellerbühne in Wien gründete und 1934 im Souterrain des Hôtel de France das Theater für 49 am Schottentor begründete. Mit seinem Theater nutzte Jubal eine Lücke im österreichischen Theatergesetz, das eine – schwer zu erhaltende – Konzession erst für Theater mit über 50 Plätzen forderte. Diese Vorgehensweise löste eine Welle von Neugründungen kleiner Theater aus, die zu einem Auffangbecken für junge Talente wurden und auch jungen, unbekannten Autoren eine Plattform boten und einen oft avantgardistischen Spielplan boten. Dazu gehörten das Moderne Theater am Schwarzenbergplatz und das Theater am Neubau. Die Insel wurde vom späteren Direktor des Wiener Volkstheaters Leon Epp am Parkring 8 im Palais Erzherzog Wilhelm eröffnet.
Der aus Berlin emigrierte Piscator-Schüler Ernst Lönner gründete mit seinem Kleinen Theater in der Praterstraße ebenfalls eine Avantgardebühne, die jedoch nicht in einem Keller lag, sondern in der Praterstraße 60.
Deutsche Kabarettisten, die nach Hitlers Machtergreifung nach Wien emigriert waren, gründeten mit jungen österreichischer Autoren wie Peter Hammerschlag, Gerhart Hermann Mostar, Hans Weigel und Rudolf Weiss kleine Theater, die sich zumeist in den Kellern von Wiener Kaffeehäusern befanden. Diese Kellertheater spielten hauptsächlich politisches Kabarett und wurden unter der Bezeichnung Kleinkunstbühnen zusammengefasst. Dort wurde auch Jura Soyfer zu einem der bedeutendsten österreichischen Dramatiker seiner Zeit.
Die erste Bühne dieser Art war ab 1931 das Theater Der liebe Augustin im Café Prückel am Lueger-Platz unter der Leiterin Stella Kadmon (1902–1989). Im November 1933 entstand die Literatur am Naschmarkt, für die Jura Soyfer sein Stück Der Lechner Edi schaut ins Paradies schrieb. Im März 1934 wurde das ABC zunächst unter dem Namen Brettl am Alsergrund im Café City in der Porzellangasse eröffnet, ein Jahr später übersiedelte es ins Café Arkaden in der Universitätsstraße. Für das ABC schrieb Soyfer Der Weltuntergang, Astoria, Vineta und Broadway Melodie 1492.
Das Kabarett Simpl in Wien wurde 1912 eröffnet und wurde eines der beliebtesten Kellertheater in Wien. In den 1920er- und 1930er-Jahren wurde es zu einem kabarettistischen Revuetheater unter Karl Farkas und Fritz Grünbaum, das diese bis zwei Tage vor dem Anschluss am 10. März 1938 bespielten.

## Nachkriegszeit
Nach dem Zweiten Weltkrieg folgten eine Reihe von Neugründungen, von denen manche Kellertheater kurzlebige Unternehmungen waren, andere konnten sich im Lauf der Jahre etablieren, darunter das Ateliertheater am Naschmarkt von Veit Relin, das Theater der Courage von Stella Kadmon, Experiment am Liechtenwerd von Conny Hannes Meyer oder Die Tribüne im Café Landtmann, gegründet 1953. Für viele der Schauspieler, Regisseure und Bühnenbildner der Nachkriegsgeneration boten diese Kellertheater die erste Chance auf künstlerische Entfaltung. Manchmal spielten auch arrivierte Schauspieler in den Kellertheatern. Viele Dramen emigrierter Autoren erlebten ihre Wiener Erstaufführung nach dem Krieg in den Kellertheatern.
In Polen gründete Jerzy Grotowski 1959 das Teatr 13 Rzędów, das Theater der 13 Reihen in Opole, das 1965 nach Wrocław (Breslau) umzog und sich zu einem wahren „Theaterlaboratorium“ und Forschungsinstitut für schauspielerische Methoden entwickelte.

## Kellertheater heute
Heute dienen die Kellertheater vor allem der Aufführung von zeitgenössischen Werken, die an den großen Theatern wenig gespielt werden.
Zeitgenössische Kellertheater sind etwa Kellertheater Frankfurt, Innsbrucker Kellertheater, Kellertheater Hamburg, Linzer Kellertheater, Neues Kellertheater Wetzlar, Kellertheater Katakömbli in Bern, Kellertheater Bremgarten, Kellertheater Winterthur, Sulzbacher Kellertheater.